# イーゴリ・ゼレゾフスキー

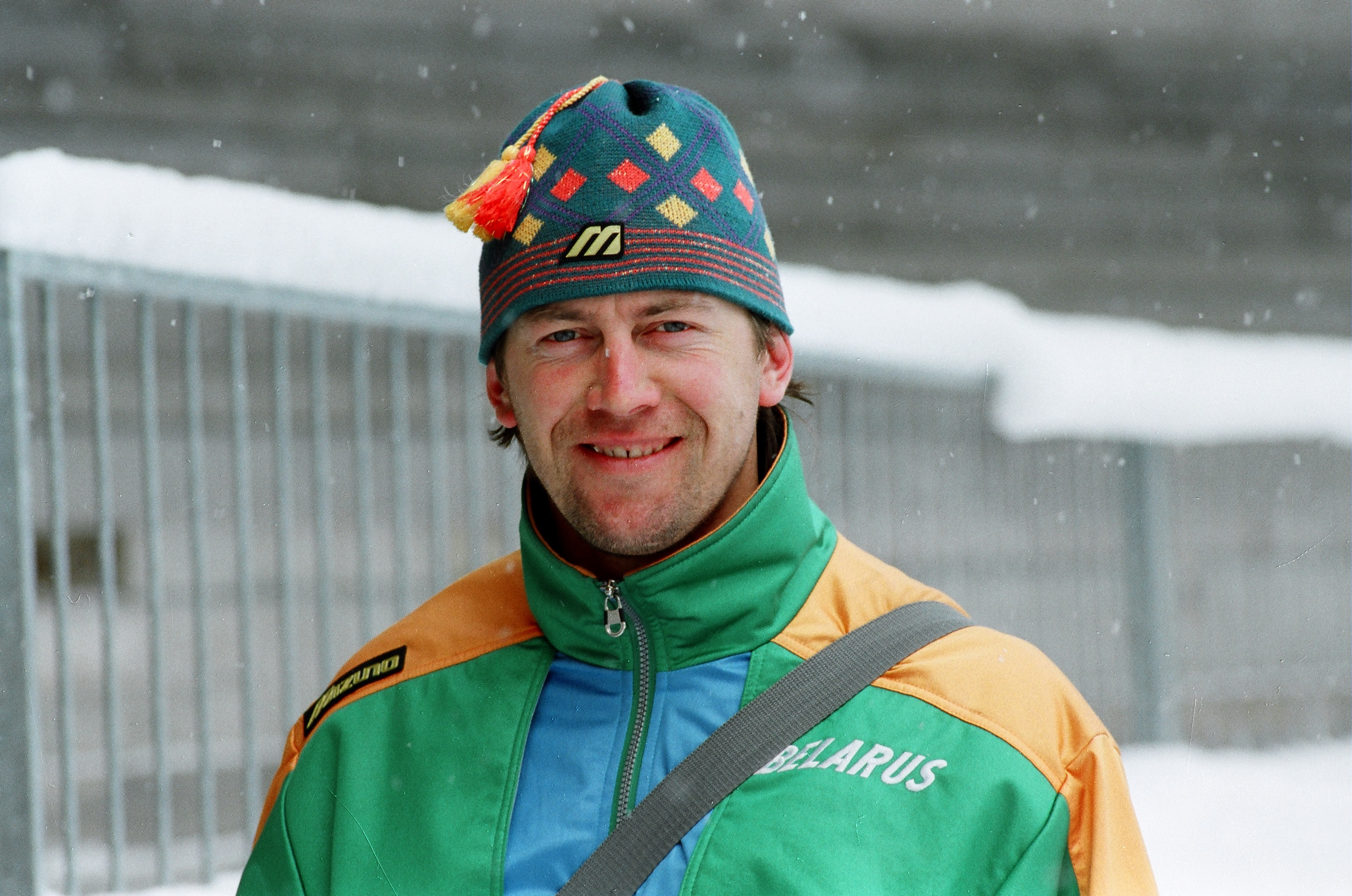
イーゴリ・ゼレゾフスキー（1994年）

イーゴリ・ゼレゾフスキー（ロシア語: Игорь Николаевич Железовский、ラテン翻字：Igor Nikolayevich Zhelezovski、1963年7月1日 
- 2021年6月12日）は、ベラルーシのヴォルシャ出身の元スピードスケート選手。過去最高のスプリンターの1人と考えられている。ニックネームはイヴァン雷帝（"Ivan the Terrible"）に掛けた"Igor the Terrible"（イーゴリ雷帝）。ソ連時代に世界スプリントで6回も優勝している。これは2006年時点でいまだに単独最高記録で、ロシア語読みでは「イーガリ・ニカラーイェヴィチュ・ジリゾーフスキイ」が近い。

## 経歴

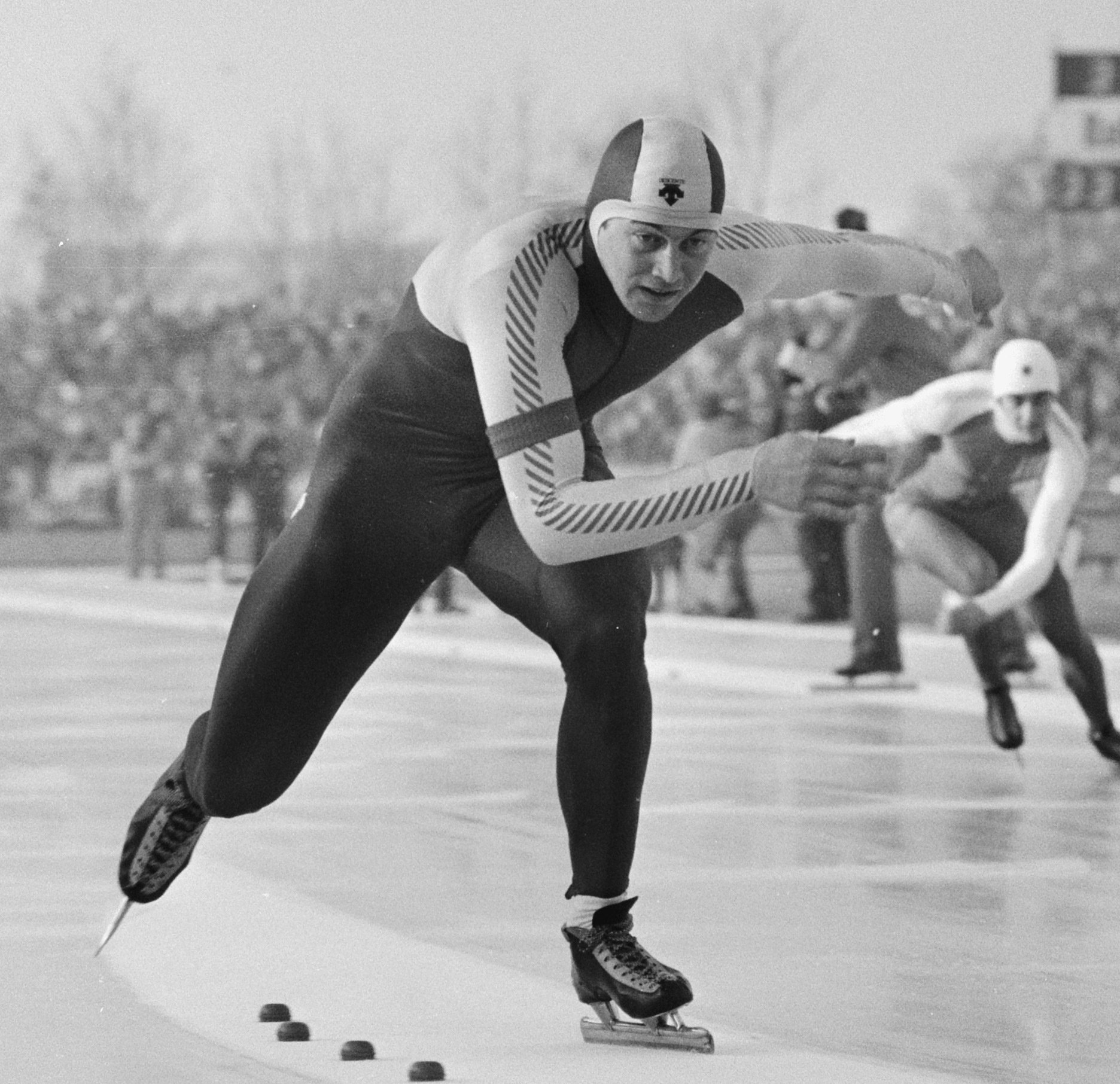
1985年

ゼレゾフスキーは世界スプリント選手権で1985年、1986年、1989年、1991年、1992年、1993年に渡って優勝した。1987年の大会では風邪を引いたため8位に終わり、1988年は、カルガリーオリンピックに集中するために出場辞退した。1990年は3位に、1994年には6位に終わっている。
1988年カルガリーオリンピックでは、500mで6位、1,000mで銅メダル、1,500mで4位に終わった。
1992年アルベールビルオリンピックでは、1,000mで6位に終わった。
1994年リレハンメルオリンピックでは、1,000mで銀メダルを獲得した。
ソ連崩壊後のキャリア最後の2シーズンをベラルーシに所属した。ゼレゾフスキーは1994年の引退後数年にわたり、ベラルーシスケート協会の会長を務めた。
2021年6月12日、新型コロナウイルス感染症（COVID-19）により死去。57歳没。

## 世界記録
ゼレゾフスキーは4つの世界記録を記録している。そのうちの1つは、ゼレゾフスキーより6年前にソ連のパフェル・ペゴフが1000メートルで記録した世界記録のタイ記録である。
| 距離           | 結果    | 年月日         | 場所                       |
| -------------- | ------- | -------------- | -------------------------- |
| 1,500 m        | 1:54.26 | 1983年 3月26日 | メデオ(カザフスタン)       |
| 1,500 m        | 1:52.50 | 1987年 12月5日 | カルガリー                 |
| 1,000 m        | 1:12.58 | 1989年 2月25日 | ヘーレンフェーン(オランダ) |
| 複合スプリント | 145.945 | 1989年 2月26日 | ヘーレンフェーン           |

## 自己ベスト
| 距離     | 結果     | 年月日          | 場所             |
| -------- | -------- | --------------- | ---------------- |
| 500 m    | 36.49    | 1985年 12月21日 | メデオ           |
| 1,000 m  | 1:12.58  | 1989年 2月25日  | ヘーレンフェーン |
| 1,500 m  | 1:52.50  | 1987年 12月5日  | カルガリー       |
| 3,000 m  | 4:12.85  | 1988年 1月9日   | ダボス(スイス)   |
| 5,000 m  | 7:09.84  | 1983年 3月25日  | メデオ           |
| 10,000 m | 15:40.82 | 1983年 3月26日  | メデオ           |